# Jiriri Kiteru
Singles de Berryz Kōbō
Gag 100 Kaibun Aishite Kudasai
(2005) Waracchaō yo Boyfriend
(2006)
Jiriri Kiteru (ジリリ キテル) est le 10e single du groupe de J-pop Berryz Kōbō.

## Présentation
Le single, écrit, composé et produit par Tsunku, sort le 29 mars 2006 au Japon sur le label Piccolo Town. Il atteint la 6e place du classement des ventes hebdomadaire de l'Oricon. Il sort aussi une semaine après au format "single V" (vidéo DVD). La chanson titre figurera sur le troisième album du groupe, 3 Natsu Natsu Mini Berryz qui sort en juillet suivant, ainsi que sur sa compilation Special Best Vol.1 de 2009.

## Formation
Membres créditées sur le single :
- Saki Shimizu
- Momoko Tsugunaga
- Chinami Tokunaga
- Māsa Sudō
- Miyabi Natsuyaki
- Yurina Kumai
- Risako Sugaya

## Liste des titres
Single CD
1. Jiriri Kiteru (ジリリ キテル?)
2. Toshoshitsu Taiki (図書室待機?)
3. Jiriri Kiteru (Instrumental) (ジリリ キテル...?)

Single V (DVD)
1. Jiriri Kiteru (ジリリ キテル?)
2. Jiriri Kiteru (Dance Shot Version) (ジリリ キテル...?)
3. Making Eizô (メイキング映像?) (Making-of)